# کاترین بوشما-پینار
کاترین بوشما-پینار (فرانسوی: Catherine Beauchemin-Pinard‎؛ زادهٔ ۲۶ ژوئن ۱۹۹۴) جودوکار زن اهل کانادا است.
وی در مسابقات کشوری و بین‌المللی در مجموع برندهٔ ۲ مدال طلا، ۴ مدال نقره، ۱ مدال برنز شده‌است.